# Mödringbach
Mödringbach är ett vattendrag i Österrike.   Det ligger i förbundslandet Steiermark, i den centrala delen av landet, 160 km sydväst om huvudstaden Wien.
I omgivningarna runt Mödringbach växer i huvudsak blandskog. Runt Mödringbach är det ganska tätbefolkat, med 52 invånare per kvadratkilometer.